# 岐阜県グリーンスタジアム

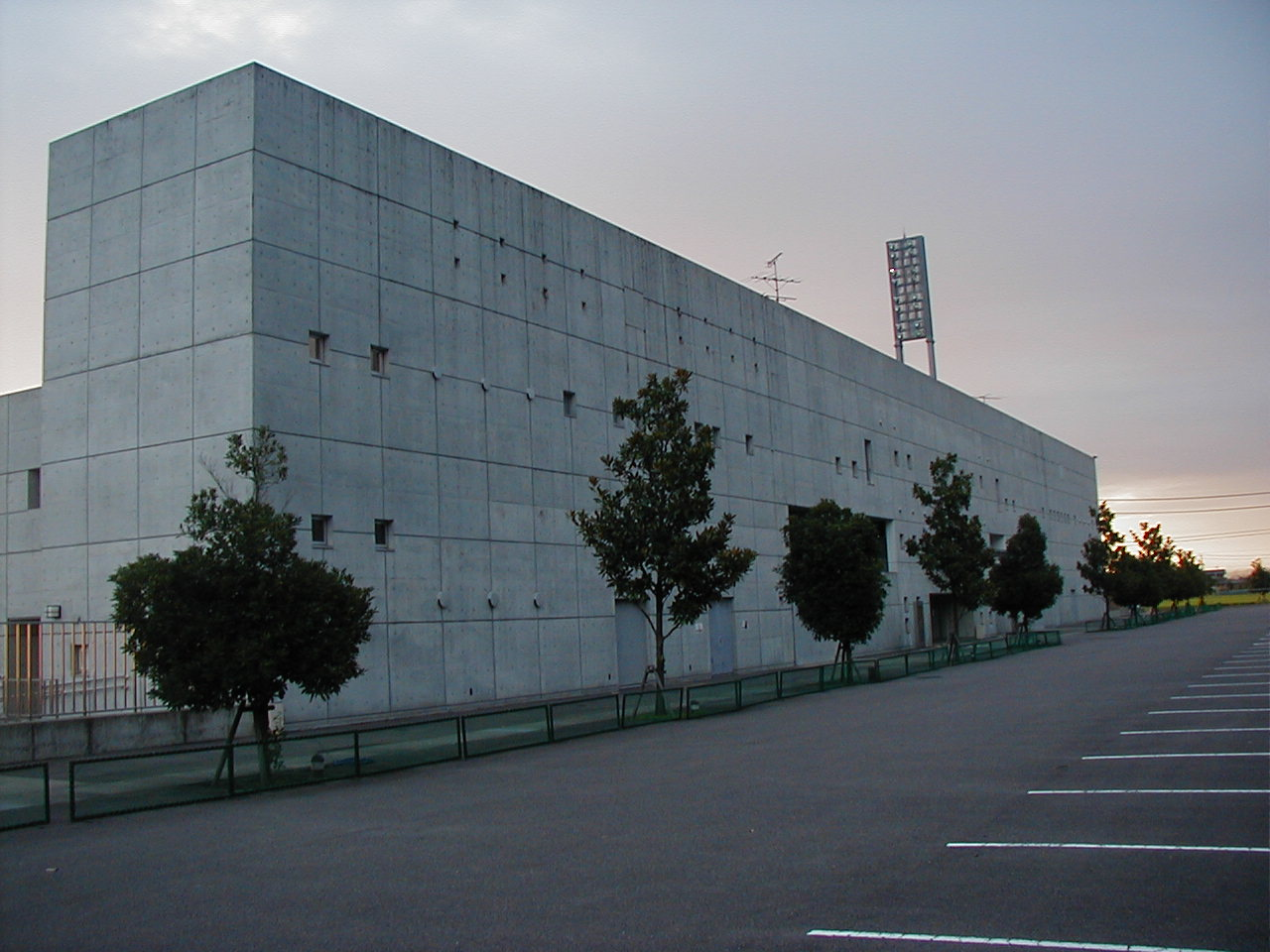
正面

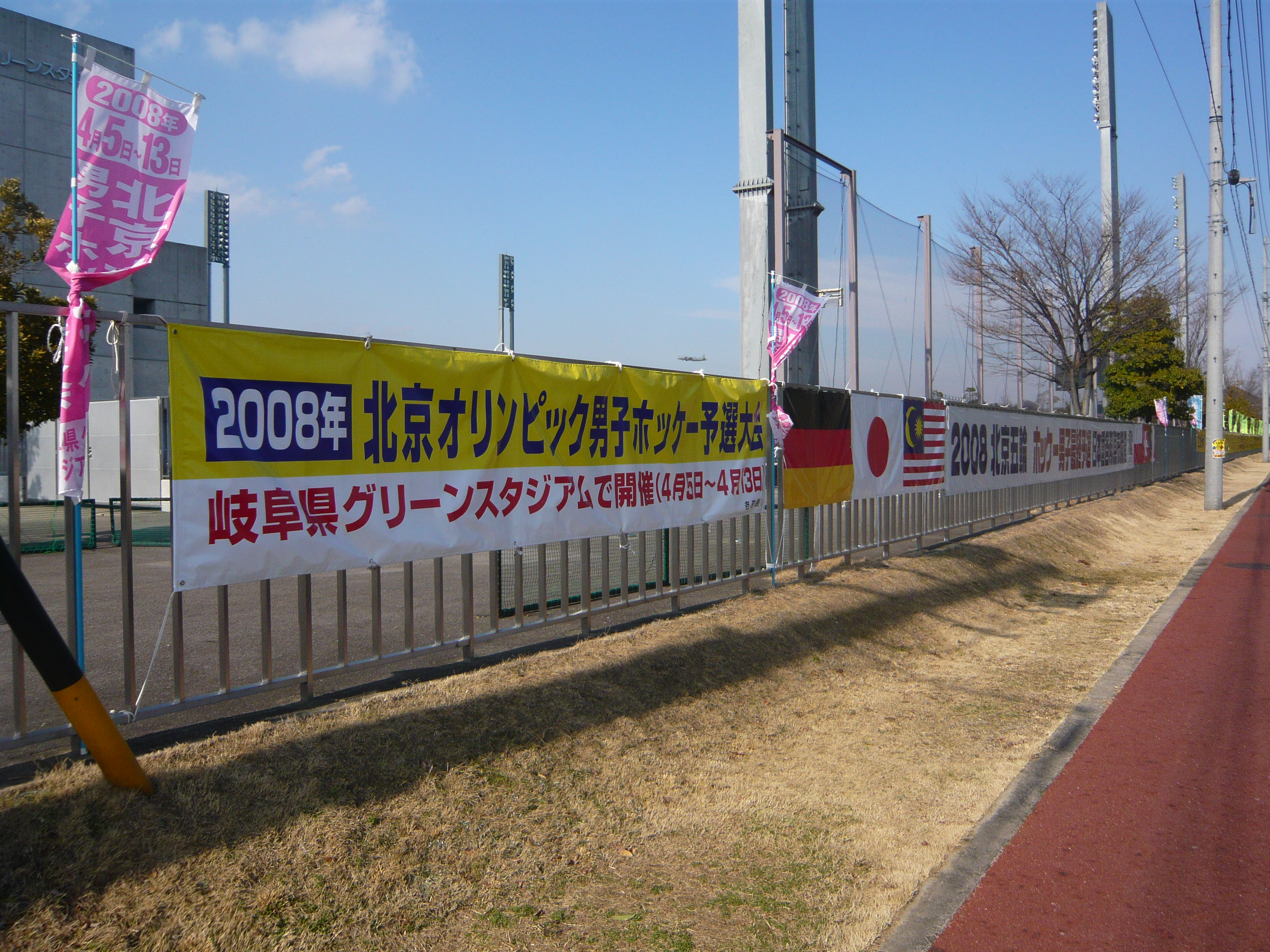
北京オリンピック予選会

岐阜県グリーンスタジアム（ぎふけんグリーンスタジアム）は、岐阜県各務原市にある球技場。

## 概要
岐阜県及び各務原市が運営管理する。
ホッケー、フットサル、6人制ホッケー、アメリカンフットボール等に使用されている。
各務原市ホッケー場も事実上同一施設である。

## 施設の概要
全面人工芝であり、敷地面積は28,744m2。人工芝部分の面積は14,098m2。 使用は、使用日の1ヶ月前より予約可。
- グラウンド
  - フィールド：133m×106m、総人工芝
  - メインスタンド：鉄筋コンクリート造3階建、スタンド屋根付、1,630人収容
  - バックスタンド：約3,400人収容
  - 照明：6基、360ルクス
- 利用可能時間：9:00～21:00
- 休業日：毎週火曜日（月曜日が祝日の場合翌日が休業日）、年末年始
- 料金：各務原市のホームページを参照

## 歴史
- 2000年（平成12年）7月8日 - 完成。
- 2004年（平成16年） - 開催のアテネオリンピック（第28回夏季オリンピック）のホッケー日本代表の強化施設として使用される。
- 2016年（平成28年）6月15日 - 川崎重工業が命名権を取得し「川崎重工ホッケースタジアム」の名称となる。契約期間は2021年（令和3年）6月14日までの5年間。

## 所在地
- 岐阜県各務原市下切町6丁目1-4
  - 各務原市ホッケー場の住所は岐阜県各務原市下切町6丁目1-1

## 主な大会
- 1994年〜毎年3月上旬 
  - かかみがはらシティマラソン
- 2008年4月5日〜13日
  - 北京オリンピック男子ホッケー世界最終予選大会が6カ国（日本、ドイツ、マレーシア、ポーランド、オランダ領アンティル、スイス）の総当たり戦により行われた。
- 2012年4月25日～5月6日
  - ロンドンオリンピック男女ホッケー最終予選大会が、予選は男子6カ国（南アフリカ、日本、中国、オーストリア、チェコ、ブラジル）、女子6カ国（日本、アゼルバイジャン、チリ、ベラルーシ、マレーシア、オーストリア）の総当たり戦によって行われ、予選リーグ1、2位になったチームによる1位決定戦に勝利した南アフリカ、日本（女子）がオリンピック出場を決めた。

## アクセス
- 名鉄各務原線 各務原市役所前駅下車、タクシーで約5分。
- 各務原市ふれあいバス：稲羽線・川島線「川崎重工ホッケースタジアム前」バス停下車、徒歩ですぐ。
- JR高山本線 那加駅下車、タクシーで約15分。

## その他
各務原市に岐阜県グリーンスタジアムが設置されたのには、各務原市がホッケーに関わりが深い事からである。各務原市にある岐阜県立岐阜各務野高等学校ホッケー部は国体やインターハイの優勝や上位の常連であり、東海学院大学もホッケーが盛んである。
アテネオリンピックのホッケー女子日本代表は年間強化費が少なく（年間2,000万円）、選手がアルバイトで費用を捻出し、合宿は自炊、道具の調達や海外遠征もままならない事がマスコミ等で取り上げられ、この取材で岐阜県グリーンスタジアムが度々登場した。TBSのアッコにおまかせ!でも峰竜太が訪れ、中継も行なわれた。
岐阜かかみがはら航空宇宙博物館がすぐ近くにある。